# Phaeosphaerella borealis
Phaeosphaerella borealis är en svampart som först beskrevs av Bubák & Vleugel, och fick sitt nu gällande namn av Tomilin 1972. Phaeosphaerella borealis ingår i släktet Phaeosphaerella och familjen Venturiaceae.   Inga underarter finns listade i Catalogue of Life.
I den svenska databasen Dyntaxa används istället namnet Mycosphaerella borealis för samma taxon.  Arten är reproducerande i Sverige.